# Comtat de Durham
Durham és un comtat del nord-est d'Anglaterra. Limita amb Tyne i Wear al nord-est, Northumberland al nord, Cúmbria a l'oest, North Yorkshire al sud i la mar del Nord a l'est. Es va originar al segle xix quan era un comtat palatí governat pel bisbe de Durham i tenia un territori una mica més extens que l'actual. Avui dia, entre les ciutats més poblades no està la seva capital, la ciutat de Durham, sinó: Darlington, Hartlepool i Stockton-on-Tees.
Es diu que la geologia va néixer com a ciència en aquesta contrada o, si més no, el terme geologia, emprat per primera vegada per Richar de Bury, bisbe de Durham, que va crear aquesta paraula basada en termes del grec antic per incloure en la seva obra enciclopèdica. La riquesa d'aquestes terres en plom, coure i zinc ha fet de la mineria la base tradicional de la seva economia. La zona occidental, anomenada Penins Nord, és una àrea declarada d'especial bellesa (AONB), mentre que el castell de Durham i la catedral de Durham han estat declarats patrimoni de la humanitat.

## El nom
Molts comtats anglesos s'anomenen com la seva capital afegint el sufix -shire, però això no es compleix en aquest cas, ja que no ha existit mai la paraula Durhamshire. El nom oficial és Durham, però comunament s'accepta també l'expressió Comtat de Durham i així s'eviten confusions amb la capital. Aquesta peculiaritat fa que sigui l'únic comtat anglès que porti la paraula County («comtat»), cosa més pròpia dels comtats irlandesos. L'explicació que es dóna per aquest fet és que els primers governants d'aquest comtat eren bisbes i l'anomenaven Comtat Palatí de Durham, i la forma actual seria la forma abreujada d'aquell nom.
El 2009 va haver una llei que modificava l'estructura d'aquest comtat i que creava un consell per administrar només una part del comtat, una autoritat unitària, la qual va rebre el nom artificial de "comtat del Comtat de Durham". Una esmena posterior, per evitar aquest embolic, diferenciava entre el "Comtat de Durham" (el comtat) i el "Consell de Durham" (l'autoritat unitària).

## Geografia

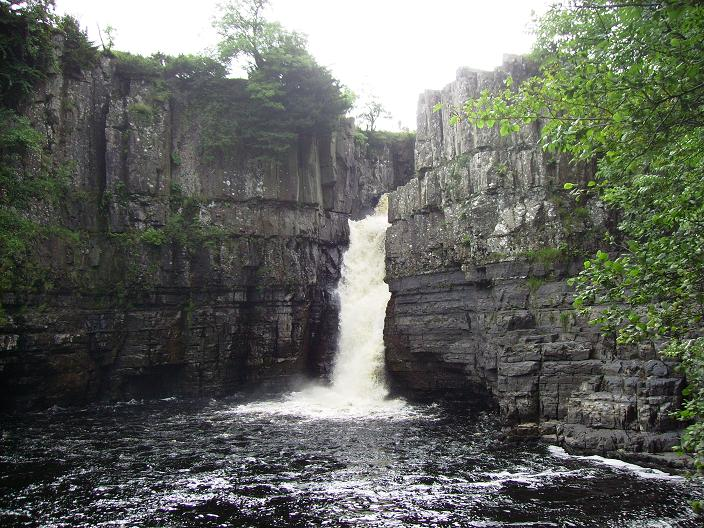
Salt d'aigua del riu Tee

El Comtat de Durham està configurat per roques formades durant el Carbonífer a la zona occidental, amb estrats de roques del Permià en la zona oriental amb altres del Triàsic pe damunt de les més antigues. Aquestes seqüències sedimentàries estan esquitxades de dics i sills de roques ígnies que van saltar des dels volcans d'Escòcia en diferents moments entre el període Devonià. Tot plegat està tapat per depòsits no consolidats del Quaternari que van sorgir d'una glaciació i d'altres processos que van començar a operar des del període postglacial fins a l'actualitat. L'interès geològic de la part occidental del comtat va quedar reconegut amb la creació l'any 2003 de l'àrea d'especial bellesa natural del Nord dels Penins (AONB), el primer dels parcs geològics d'Europa.

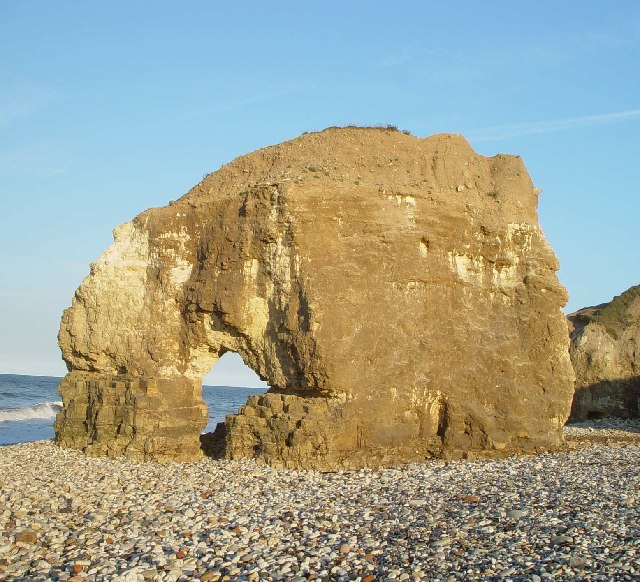
Blackhall Rocks, a la costa de Durham.

La paraula geologia, formada per la unió de dos termes del grec antic, va ser invenció de Richard de Bury, bisbe de Durham al segle xiv, que en la seva obra The Philobiblon deia que és «la ciència de la terra» . En aquestes terres el plom, el coure i el zinc s'han extret es de segles. Entre els llocs designats d'especial interès científic estan: Moorhouse i Cross Fell (compartit amb Cúmbria). Natural England i altres organismes de conservació porten la gestió d'aquests llocs. La costa de Durham també té aquesta designació per la seva geomorfologia.

## Poblacions

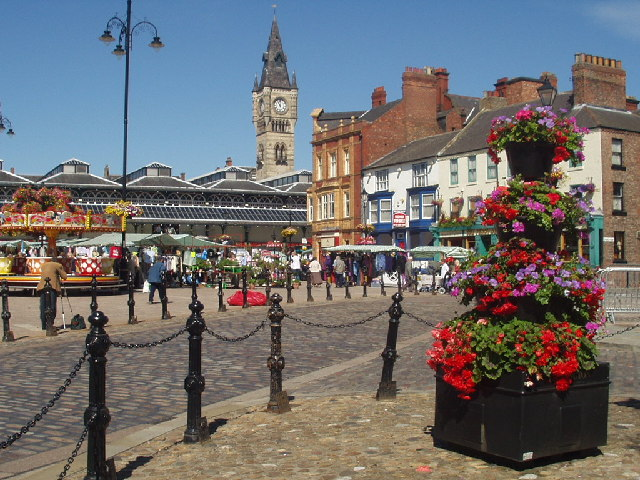
Darlington

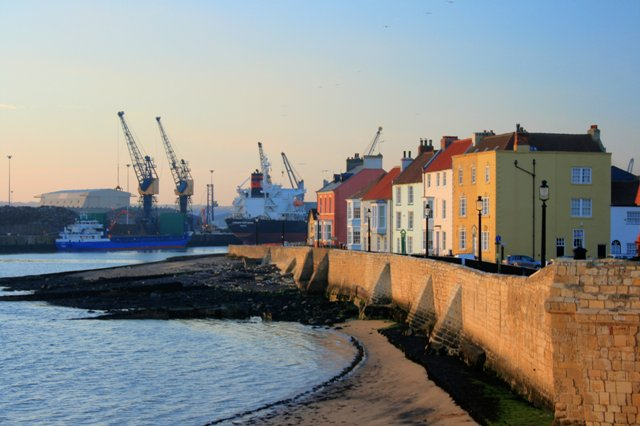
Hartepool

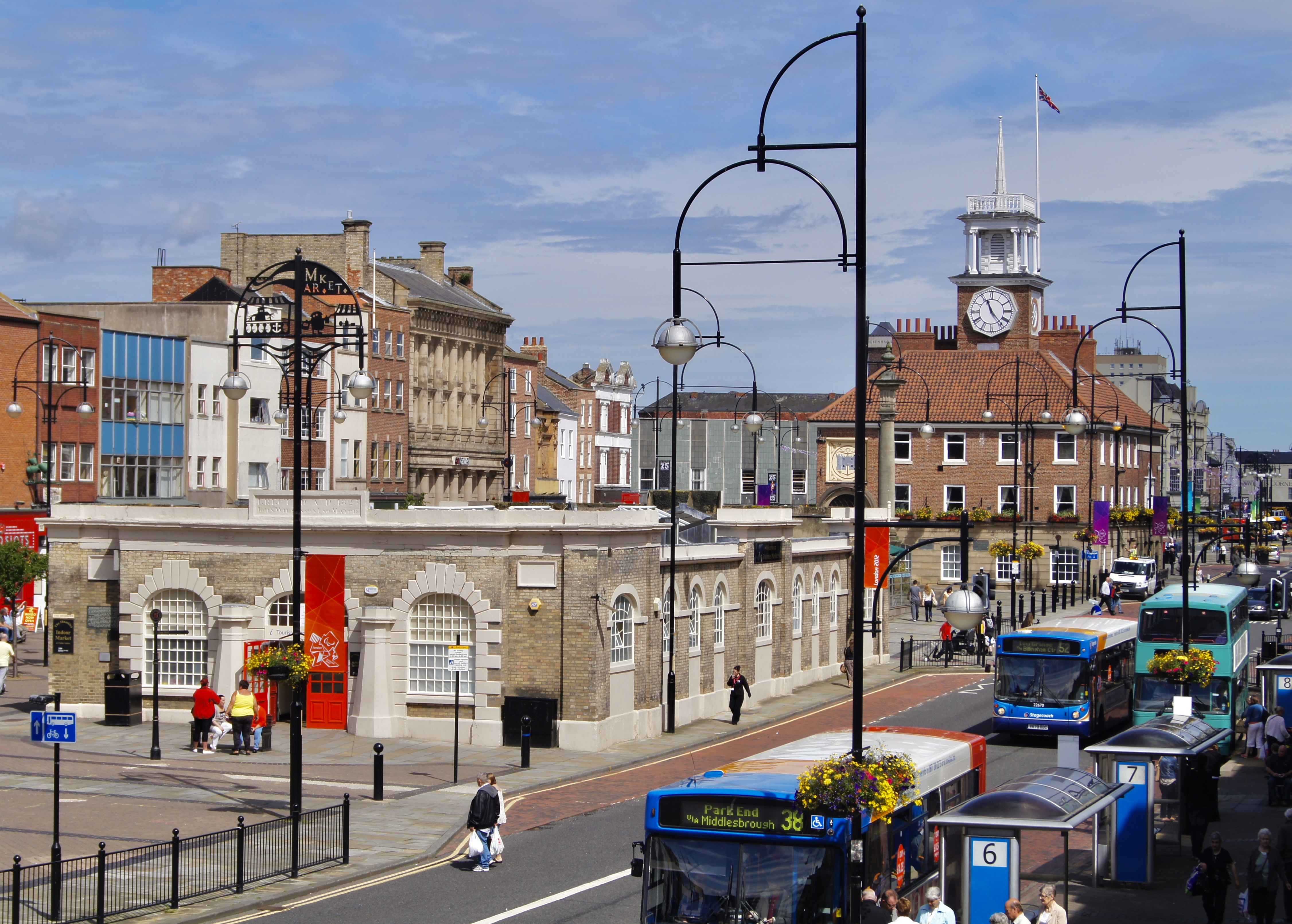
Stockton-on-Tees

Segons el cens del 2011 les poblacions amb més habitants són:
- Darlington (92.363 hab)
- Hartlepool (88.855 hab)
- Stockton-on-Tees (82.729 hab)
- Durham (47.785 hab)
- Chester-le-Street (37.164 hab)
- Billingham (35.392 hab)
- Peterlee (27.871 hab)
- Newton Aycliffe (25.964 hab)
- Bishop Auckland (24.908 hab)
- Consett (24.828 hab)
- Seaham (22.373 hab)
- Stanley (20.995 hab)
- Spennymoor (17.766 hab)
- Annfield Plain (10.406 hab)
- Shildon (9.976 hab)
- Ferryhill (9.805 hab)
- Brandon (9.566 hab)
- Crook (9.498 hab)

## Història

### El comtat palatí
Aquest comtat va sorgir del territori assignat pel rei sota el control del bisbe de Durham, que tenia diversos noms: "Ciutat lliure de Durham", "Ciutat lliure de les terres de sant Cuthbert", "Terres de sant Cuthbert entre el Tyne i el Tees", o fins i tot, "Ciutat lliure d'Haliwerfolc".
La jurisdicció especial del bisbe venia de quan el rei Egfrid de Northúmbria va cedir una gran quantitat de territoris, l'any 684, a sant Cuthbert, en representació del priorat de Lindisfarne, que ell podria escollir a la seva elecció. Vers l'any 883 s'havia construït a Chester-le-Street una catedral on restaven els ossos del sant i el cos de Guthfrith, rei de York, dins l'àrea atorgada a sant Cuthbert entre els rius Tyne i Wear. El 995 la seu del bisbat es va traslladar a Durham.
Després de la conquesta normanda d'Anglaterra, la maquinària administrativa establerta per Guillem el Conqueridor va arribar amb lentitud al nord del país. El primer xèrif de Northumberland fou Gilebert, que va estar al càrrec entre l'any 1076 i el 1080, i en un text del segle xii es diu que Durham estava dins del territori d'aquest xèrif. Això no obstant, els bisbes disputaven l'autoritat del xèrif de Northúmberland i la dels seus oficials. El segon, per exemple, va perdre la confiança del bisbat per ser l'assassí de Malcolm Canmore, rei d'Escòcia. La corona anglesa va considerar fins a finals del segle xiii que Durham estava dins el territori de Northumberland. El 1293 el bisbe va portar el cas davant els tribunals i el parlament també ho va discutir. Els arguments del bisbe van prevaldre i des del segle xiv va ser un comtat que no depenia de Northúmbria, sinó que rebia les ordres directament del rei i era el bisbe qui designava el xèrif de Durham. Amb aquestes característiques, reunia totes les condicions per a rebre el nom de "Comtat Palatí de Durham".

### El territori primigeni
L'extensió primigènia consistia en un cos principal que s'estenia incloent una part del vessant dels Penins a l'oest, el riu Tees al sud, els rius Tyne i Derwent al nord i la mar del Nord com a frontera est. El comtat posseïa, a més, uns quants territoris fora d'aquest nucli: Bedlingtonshire, Islandshire i Norhamshire, tots tres dins de Northumberland; i Craikshire al nord de Yorkshire. Aquestes fronteres es van fer servir com a districtes electorals fins al 1832, i per delimitar l'àrea judicial i administrativa fins a la llei de reforma dels comtats del 1844, que va posar els territoris externs sota la jurisdicció dels comtats on estaven situats. L'any 1831 el comtat tenia una extensió de 679.530 acres (2.750 km²) i una població de 253.910 habitants.
Fins al segle xv l'oficial de més rang dins del Comtat Palatí de Durham era l'steward. Els altres funcionaris eren: el xèrif (sheriff) el fiscal (coroners), el camarlenc (chamberlain) i el senescal (chancellor). El càrrec de tresorer palatí es va crear al segle xii. L'assemblea palatina gestionava les qüestions fiscals de tot el comtat. El consell del bisbe, format per membres del clergat, el xèrif i uns barons, regulava els afers judicials. N'hi havia dos tribunals: un anomenat Chancery (per a delictes regulats per les lleis comunes) i un segon que tenia tres subdivisions amb relació a l'àmbit a què afectés el delicte que es jutjava: Tribunal dels boscos (jutjava, per exemple, els caçadors furtius), Tribunal marítim (admiralty court, per a delictes comesos per oficials de vaixells) i marshalsea (per a delictes comesos pels funcionaris del govern).

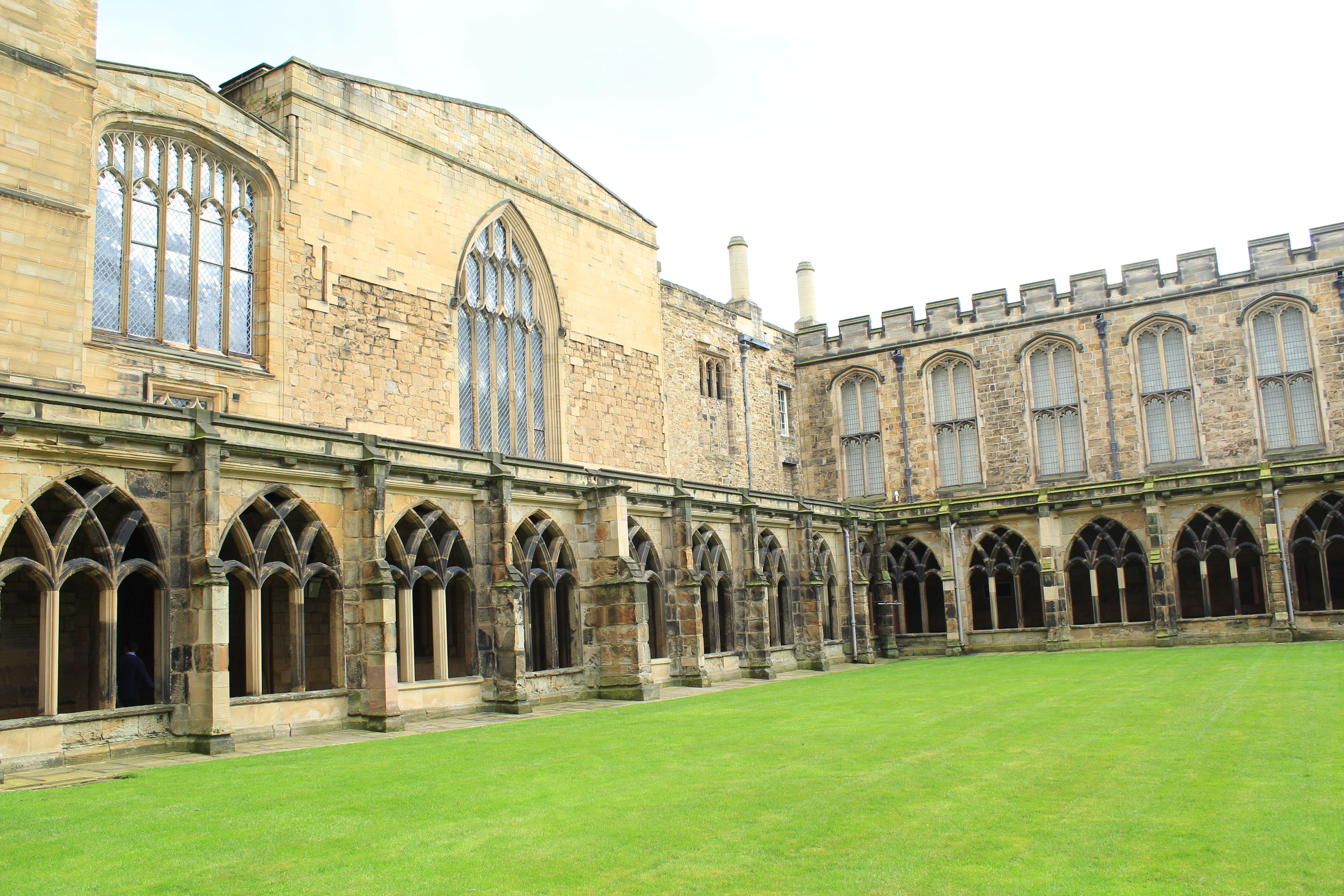
L'administració i la justícia s'exercia des dels edificis annexos a la catedral de Durham, la seu del bisbat i del comtat palatí.

El prior de Durham era el de més rang entre els barons del bisbat. Hi van haver deu barons palatins fins al segle xii, els més importants eren: els Hylton, senyors del castell de Hylton, els Bulmer, senyors de Brancepeth, els Conyer, senyors de Sockburne, els Hansard d'Evenwood i els Lumleys, senyors del castell de Lumley. Els Neville tenien extenses propietats en aquest comtat i John Neville (1337 – 1388), va establir el castell de Raby la seva principal residència després de fer-lo restaurar el 1377. En el quo warranto  del 1293 hi constaven dotze barons sota la jurisdicció del bisbe. La darrera vegada que la corona va posar a prova el poder del bisbe del comtat palatí va ser l'any 1536 quan, mitjançant una llei d'Enric VIII (Act of Resumption) es llevava la potestat al bisbe a perdonar ofenses contra la llei i el dret a nomenar funcionaris. L'any 1646 el palatinat va ser formalment abolit. Durant la restauració de la monarquiaes va recuperar el comtat palatí i va continuar amb els mateixos poders fins al 5 de juliol del 1836, quan una llei va ordenar que les atribucions del bisbe serien revertides en la corona.

### El comtat actual
Els límits municipals de la ciutat de Durham, Stockton-on-Tees i Sunderland van quedar modificats ama la llei de reformes locals del 1835. El 1875 Jarrow va quedar incorporat com a municipi dins del comtat i el mateix va passar amb West Hartlepool l'any 1887. Amb la llei de governs locals del 1888 la major part del comtat va quedar sota el control del nou Consell del Comtat de Durham; en van quedar excloses de l'administració del nou organisme els burgs de Gateshead, South Shields i Sunderland que, per motius cerimonials continuarien dins del comtat de Durham, i es va nomenar com a representant un Lord Lieutenant. El 1974, el comtat administratiu i els burgs van quedar abolits en aplicació de la llei de governs locals del 1972 i es va crear, en substitució, el comtat no metropolità de Durham. Aquest nou comtat va perdre territori al nord-est (a la rodalia de Gateshead, South Shields i Sunderland) que va ser transferit a Tyne i Wear, i al sud-est (a la rodalia de Hartlepool) que va ser transferit a Cleveland. Al mateix temps va guanyar l'àrea del districte rural de Startforth, que anteriorment era part del North Riding Yorkshire. L'àrea representada pel Lord Lieutenant va ser ajustada mitjançant llei perquè coincidís amb el comtat no metropolità, que ara tindria 3.019 km².
El 1996, com a part de les reformes administratives del 1990, el comtat de Cleveland fou abolit i el seu territori va ser transformat en quatre autoritats unitàries: Middlesbrough, Stockton-on-Tees, Hartlepool i Redcar. El 1997, Darlington també va esdevenir autoritat unitària. L'any 2009 van tornar a haver canvis estructurals promoguts pel Departament per les Comunitats i Governs Locals, els set districtes en què estava dividit el Consell del Comtat de Durham van ser abolits (Chester-le-Street, Derwentside, Ciutat de Durham, Easington, Sedgefield, Teesdale, Wear Valley) i el seu territori va esdevenir una autoritat unitària; aquests canvis van entrar en efecte l'1 d'abril del 2009.
Com a resultat de totes aquestes reformes, l'actual comtat cerimonial de Durham està configurat per quatre districtes del tipus autoritat unitària: Durham (amb 126 consellers), Darlington, Hartlepool i Borough of Stockton-on-Tees. El comtat cerimonial no té funcions administratives sinó representatives, funció que recau en dues persones: el Lord Lieutenant i el High Sheriff.

## Economia

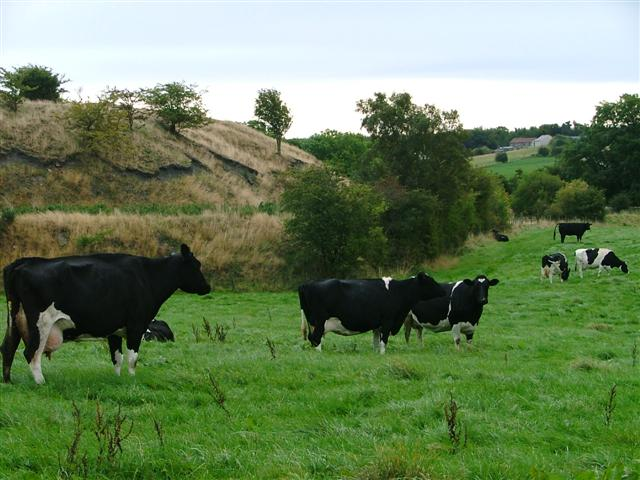
Vaques pasturant en l'antiga mina de Cockfield Fell.

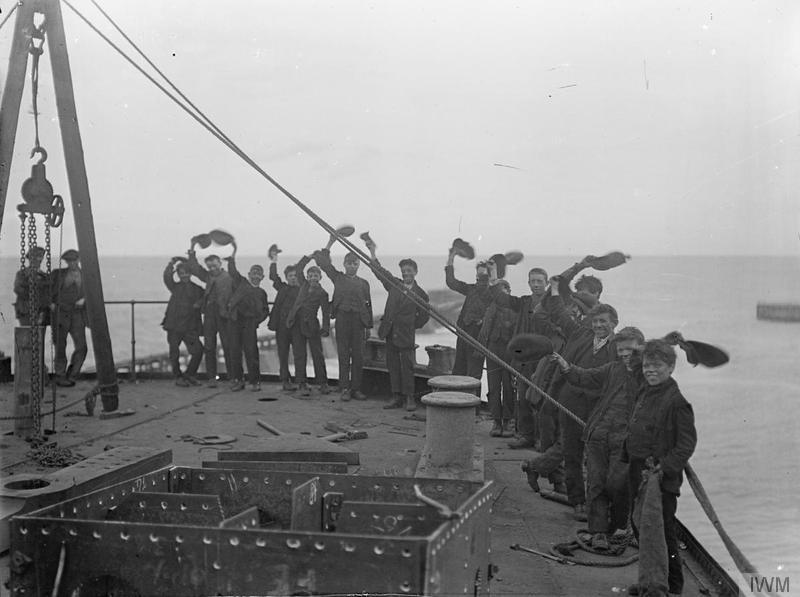
Treballadors de les drassanes de Sunderland durant la primera guerra mundial.

L'economia tradicional del comtat estava basada en la mineria, que ocupava gairebé tota la població que no es dedicava a la pagesia. El rei Esteve d'Anglaterra posseïa una mina a Durham que va donar al bisbe Pudsey. En la mateixa època s'esmenten mines a Coundon, Bishopwearmouth i Sedgefield. Cockfield Fell és una de les més antigues. Ricard II va donar llicència als habitants de Durham per export el mineral extret, per a la qual cosa feien servir principalment el port de Sunderland.
El plom s'extreia a les mines de la part occidental, però també coure i zinc. El conreu de la mostassa era el producte agrícola més estès. A Gateshead era important la indústria de l'adoberia. Sunderland va despuntar per la construcció de vaixells.
La següent taula compara l'aportació de cadascun els sectors al producte interior brut valorat en milions de lliures esterlines, entre 1995 i 2004.
|                  | producte interior brut (£m) | producte interior brut (£m) | producte interior brut (£m) |
| 1995             | 2000                        | 2004                        |                             |
| ---------------- | --------------------------- | --------------------------- | --------------------------- |
| sector primari   | 45                          | 33                          | 48                          |
| sector secundari | 1.751                       | 1.827                       | 1.784                       |
| sector terciari  | 2.282                       | 2.869                       | 3.455                       |
| Total            | 4.078                       | 4.729                       | 5.288                       |
| RU               | 640.416                     | 840.979                     | 1.044.165                   |